# Bayou La Batre
Bayou La Batre è un comune degli Stati Uniti d'America situato nella contea di Contea di Mobile dello Stato dell'Alabama. La cittadina è citata nel film di Robert Zemeckis Forrest Gump, quale luogo di provenienza del soldato Benjamin Buford Blue (Bubba). La contea di Greenbow, Alabama (sempre citata nel film), è invece fittizia.